# One Vision
One Vision is een nummer van de rockband Queen. Het is geschreven na hun optreden op Live Aid in 1985. Het nummer is eerst uitgebracht als single en in 1986 verscheen het als het openingsnummer op het album A kind of magic. De single bereikte in Nederland de 21ste plaats in zowel de Top 40 als de Nationale Hitparade. In Groot-Brittannië bereikte de single nummer 7.
Nadat Queen de show stal op Live Aid, kreeg de band nieuwe inspiratie. Freddie Mercury belde zijn bandmaten op en stelde hen voor een nieuw nummer te maken. Dit resulteerde in "One Vision". De tekst van de track is voornamelijk geschreven door drummer Roger Taylor en muzikaal is het vooral een nummer van Brian May, maar na inbreng van de andere bandleden, heeft de band besloten om de credits naar Queen te laten gaan. Oorspronkelijk was het Taylors idee om het nummer over Martin Luther King te laten gaan, maar na enkele malen herschrijven was er van dat idee nog maar weinig over. Op de VHS videobox Magic Years en op de dvd Greatest Video Hits 2 is te zien hoe Queen in de studio aan dit nummer werkt, ook zijn er allerlei alternatieve teksten waar uiteenlopende etenswaren worden bezongen.
Het feit dat het nummer een hit werd, was vrij opvallend aangezien op dat moment vooral popmuziek en new wave de Europese hitlijsten domineerden, terwijl "One Vision" een hardrocknummer is.

## Fried chicken
De laatste zin van het liedje (van zowel de live- als de studioversie) is "Fried chicken", ook al zou het naar verwachting 'One vision' moeten zijn. Dit is een grapje dat Freddie Mercury in de studio uithaalde toen ze het nummer aan het opnemen waren. Die avond aten ze namelijk gefrituurde kip. Tijdens de opnames van het nummer was de tekst nog lang niet compleet en begon Freddie gerechten te zingen. Kreten als 'one shrimp, one prawn, one clam, one chicken' passeerden de revu. Jim Hutton, Freddie's laatste geliefde, zegt in zijn boek dat Freddie eerst niet zeker was of hij het ook in de uiteindelijke versie op zou nemen. Jim Hutton moedigde hem aan met de woorden You are big enough ("Je bent groot genoeg (om ermee weg te komen)").

## Trivia
- Het nummer is ook gebruikt voor de soundtrack van het computerspel Grand Theft Auto IV, en ook in-game is het nummer te horen op radiostation Liberty Rock Radio 97.8.
- In de film Iron Eagle is het nummer ook te horen tijdens een luchtgevecht.
- In 1987 coverde de Sloveense groep Laibach dit nummer onder de titel Geburt einer Nation.

## Hitnoteringen

### Nederlandse Top 40
| Hitnotering: 30-11-1985 t/m 04-01-1986 | Hitnotering: 30-11-1985 t/m 04-01-1986 | Hitnotering: 30-11-1985 t/m 04-01-1986 | Hitnotering: 30-11-1985 t/m 04-01-1986 | Hitnotering: 30-11-1985 t/m 04-01-1986 | Hitnotering: 30-11-1985 t/m 04-01-1986 | Hitnotering: 30-11-1985 t/m 04-01-1986 |
| Week:                                  | 1                                      | 2                                      | 3                                      | 4                                      | 5                                      |                                        |
| -------------------------------------- | -------------------------------------- | -------------------------------------- | -------------------------------------- | -------------------------------------- | -------------------------------------- | -------------------------------------- |
| Positie:                               | 31                                     | 25                                     | 21                                     | 21                                     | 33                                     | uit                                    |

### NederlandseSingle Top 100
| Hitnotering: 30-11-1985 t/m 04-01-1986 | Hitnotering: 30-11-1985 t/m 04-01-1986 | Hitnotering: 30-11-1985 t/m 04-01-1986 | Hitnotering: 30-11-1985 t/m 04-01-1986 | Hitnotering: 30-11-1985 t/m 04-01-1986 | Hitnotering: 30-11-1985 t/m 04-01-1986 | Hitnotering: 30-11-1985 t/m 04-01-1986 | Hitnotering: 30-11-1985 t/m 04-01-1986 |
| Week:                                  | 1                                      | 2                                      | 3                                      | 4                                      | 5                                      | 6                                      |                                        |
| -------------------------------------- | -------------------------------------- | -------------------------------------- | -------------------------------------- | -------------------------------------- | -------------------------------------- | -------------------------------------- | -------------------------------------- |
| Positie:                               | 23                                     | 21                                     | 24                                     | 31                                     | 39                                     | 47                                     | uit                                    |

### NPO Radio 2 Top 2000
| Nummer met noteringen in de NPO Radio 2 Top 2000 | '15  | '16  | '17  | '18 | '19 | '20  | '21  | '22  | '23  |
| ------------------------------------------------ | ---- | ---- | ---- | --- | --- | ---- | ---- | ---- | ---- |
| One Vision                                       | 1091 | 1274 | 1183 | 840 | 911 | 1308 | 1402 | 1601 | 1949 |

1. ↑  Een vetgedrukt getal geeft de hoogste notering aan.
2. ↑  2015 was het eerste jaar met een notering voor dit nummer.
3. ↑  Deze tabel is bijgewerkt tot en met de laatste editie (2024).